# Amtsbezirk Eferding
Der Amtsbezirk Eferding war eine Verwaltungseinheit im Hausruckkreis in Oberösterreich.
Der Amtsbezirk war der Kreisbehörde in Wels unterstellt und besorgte deren Amtsgeschäfte vor Ort. Die Zuständigkeit erstreckte sich neben Eferding auf die damaligen Gemeinden Alkofen, Aschach, Fraaham, Haibach, Hartkirchen, Hinzenbach, Mayrhof, Oedt in Bergen, Pupping, Scharten, Schaumburg, Strohheim und umfasste damals eine Stadt, einen Markt und 186 Dörfer.